# Pippa Ross
Phillipa "Pippa" Ross är en fiktiv karaktär från den australiska såpoperan Home and Away. Skådespelerskan Vanessa Downing spelade rollen 1988 till 1990, därefter spelades den av Debra Lawrance från 1990 till 1998. Karaktären har gjort återkommit ett flertal gånger under 2000 till 2009, även då spelad av Lawrance.

## Berättelsen
Pippa är dotter till Bert och gifter sig med sin brors armékompanjon Tom Fletcher. Tillsammans med Tom tar hon hand om pojken Frank Morgan, efter att hans föräldrar blivit inkapabla till detta. Allt eftersom tar de hand om fler barn från olika hem och institutioner.

## Mottagande
Avsnittet där Pippas nyfödde son Dale dör fick utmärkelsen bästa avsnitt i en tv-dramaserie 1993 av Australian Film Institute.